# Perro de muestra

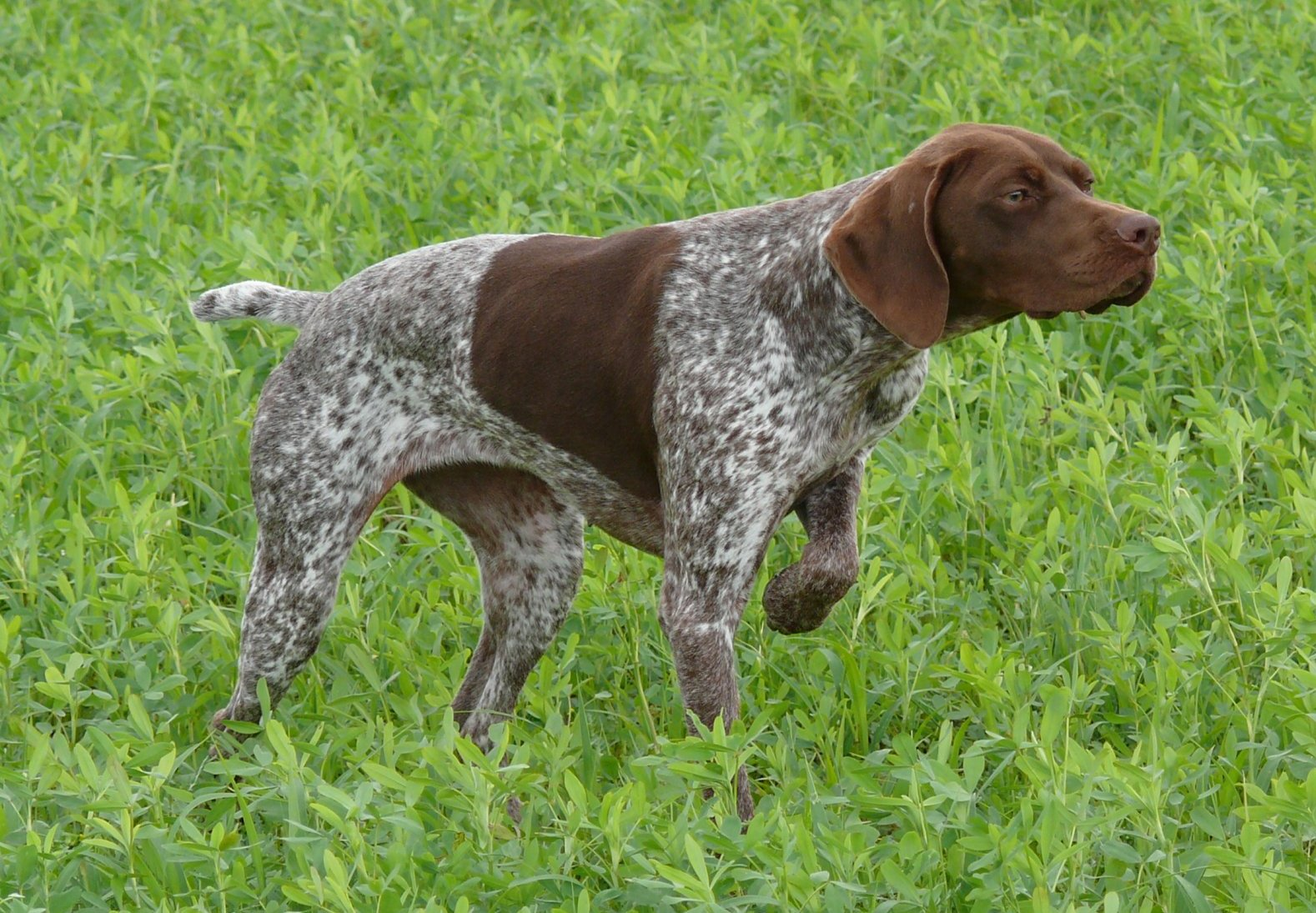
Un braco francés apuntando.

Un perro de muestra, también conocido como pointer (lit. 'puntero' o 'señalador'), es un tipo de perro de caza cuyo instinto es apuntar o mostrar con el hocico la dirección donde se encuentra la pieza de caza, lo que le permite al cazador moverse para poder dispararle.
Los perros de muestra se seleccionan entre aquellos con un buen instinto olfativo, el cual suelen desarrollar a partir de los dos meses de edad. Algunos necesitan un entrenamiento para desarrollarlo de forma óptima.

## Razas
Las principales razas de perro de muestra son las de tipo pointer y setter, como:
- Gordon setter
- Pointer inglés
- Setter inglés
- Setter irlandés

Las siguientes razas se consideran perros de caza versátiles (de muestra y cobro):
- Antiguo perro de muestra danés
- Braco de Weimar
- Bracos
- Cesky Fousek
- Grifón eslovaco
- Grifón Korthal
- Labrador retriever
- Münsterländer grande
- Münsterländer pequeño
- Pachón navarro
- Perdiguero de Burgos
- Perdiguero de Drenthe
- Perdiguero frisón
- Perdiguero portugués
- Perro de muestra alemán de pelo largo
- Perro de muestra de Canadá
- Pudelpointer
- Retriever de Nueva Escocia
- Spaniel bretón
- Spaniel francés
- Spinone
- Stichelhaar
- Terrier alemán
- Vizsla